# معركة نويسفيل
وقعت معركة نويسفيل في 31 أغسطس 1870 خلال الحرب الفرنسية البروسية وانتهت بانتصار بروسي.
انطلاقً من متز ، حاولت القوات الفرنسية بقيادة المارشال فرانسوا أشيل بازان اختراق خط الاستثمار للقوات البروسية تحت قيادة الأمير فريدريك تشارلز . في البداية ، حقق الفرنسيون نجاحًا طفيفًا ، وحافظوا على الأرض التي تقدموا بها خلال النهار. لكن في 1 سبتمبر ، عاد الفرنسيون إلى ميتز ، حيث فقدوا 3379 جنديًا و 145 ضابطًا. خسر البروسيون 2850 جنديًا و 126 ضابطًا.